# Acantholena siccella
Acantholena siccella is een vlinder uit de familie van de sikkelmotten (Oecophoridae). De wetenschappelijke naam van de soort werd in 1864 als Gelechia siccella gepubliceerd door Francis Walker.